# Plotia agraria
La Plotia agraria va ser una antiga llei romana de data incerta que pel que se sap ratificava la llei Flavia agraria. Cal incloure-la entre les lleis agràries. És coneguda únicament per una carta de Ciceró que en fa esment.